# Max Dehn
Max Dehn (alemany: Max Wilhelm Dehn)  (Hamburg, 13 de novembre de 1878 - Black Mountain, 27 de juny de 1952) va ser un matemàtic jueu-alemany, emigrat als Estats Units.

## Vida i obra
Dehn va néixer en el sí d'una pròspera família d'ètnia jueva, però suficientment secularitzada com per auto considerar-se simplement alemanys (fins que els nazis van arribar al poder). El seu pare era metge, el seu germà gran un advocat de prestigi i una germana seva era violinista a l'orquestra de l'Òpera d'Hamburg. Després de completar els seus estudis secundaris a Hamburg va ingressar a la universitat de Göttingen per estudiar matemàtiques; el 1900 va obtenir el doctorat per una tesi, dirigida per Hilbert, sobre la relació entre un teorema de Legendre sobre la suma dels angles d'un triangle i els axiomes de la geometria. Aquest mateix any, Hilbert presentava al congrés de París la seva famosa llista de 23 problemes del segle XX; Dehn va ser el primer matemàtic en resoldre'n un, el tercer, el mateix any 1900, demostrant que el tetraedre regular no és equidescomposable amb el cub.
Va obtenir l'habilitació per a la docència a la Universitat de Münster, en la qual va romandre com a professor ajudant fins al 1911. Els dos cursos següents va ser professor extraordinari a la Universitat de Kiel. El 1913 va aconseguir una plaça de professor titular a la Universitat de Breslau que va mantenir fins al 1921 quan va obtenir una plaça de professor titular a la Universitat de Frankfurt. Hi va romandre fins que el 1935, en que va ser acomiadat al·legant raons d'austeritat, però, en realitat, havia estat per raons racials: els nazis havien arribat al poder el 1933.
Malgrat tot va seguir vivint a Frankfurt del Main fins al 1939, tot i que va enviar els seus fills a estudiar a Anglaterra i ell mateix també va donar algunes classes fora d'Alemanya. El gener de 1939 va marxar a Noruega amb la seva dona i va treballar durant un temps al Institut Tecnològic de Trondheim. La seva situació econòmica era precària, però van viure relativament bé fins que el març del 1940 Noruega va ser envaïda pels nazis. Aleshores va començar una nova fugida cap a Suècia, Rússia i Japó, per arribar finalment als Estats Units. Potser per la seva edat o potser per altres motius, li va costar trobar una posició permanent als Estats Units, fins que el 1944 va donar unes conferències al Black Mountain College (Carolina del Nord) on va ser l'únic professor de matemàtiques fins a la seva mort el 1952.
Max Dehn va ser un dels pares de la topologia moderna. En dos articles seus, Uber die topologie des dreidimensionalen raumes (1910) i Uber unendliche diskontinuierliche gruppen (1911), va encetar l'estudi de dos camps de recerca estretament relacionats: la topologia tridimensional i els grups infinits.